# Tóru Fukujama
Tóru Fukujama (福山 透, Fukuyama Tōru, * 9. srpen 1948) je japonský organický chemik a profesor chemie při Tokijské univerzitě. Je původcem Fukujamova párování, které objevil roku 1998.

## Životopis
Fukujama vystudoval magisterský studijní program chemie na Nagojské univerzitě. Po promoci pokračoval ve svých studiích pod vedením Jošihita Kišiho při Harvardově univerzitě, kde roku 1977 získal doktorát. Od roku 1978 pokračoval v postgraduálním výzkumu na Oddělení chemie Harvardovy univerzity. Následně působil jakožto asistující profesor při Riceově univerzitě, kde se stal v roce 1988 členem akademického senátu. Roku 1995 přijal profesuru v oboru farmaceutických věd na Tokijské univerzitě. Od roku 2013 působí Fukujama při Nagojské univerzitě jakožto "Jmenovaný profesor farmaceutických věd" (Designated Professor of Pharmaceutical Sciences).
Jeho starým přítelem je Satoši Ómura, držitel Nobelovy ceny za fyziologii a lékařství z roku 2015.

## Úspěchy
- Fukujamova redukce
- Fukujamova indolová syntéza
- Fukujamovo párování

## Vybrané publikace
- Practical Total Synthesis of (±)-Mitomycin C, T. Fukuyama and L.-H. Yang, J. Am. Chem. Soc., 111, 8303–8304 (1989).
- Facile Reduction of Ethyl Thiol Esters to Aldehydes: Application to a Total Synthesis of (+)-Neothramycin A Methyl Ether, T. Fukuyama, S.-C. Lin, and L.-P. Li, J. Am. Chem. Soc., 112, 7050–7051 (1990).
- Total Synthesis of (+)-Leinamycin, Y. Kanda and T. Fukuyama, J. Am. Chem. Soc., 115, 8451–8452 (1993).
- 2- and 4-Nitrobenzenesulfonamides: Exceptionally Versatile Means for Preparation of Secondary Amines and Protection of Amines, T. Fukuyama, C.-K. Jow, and M. Cheung, Tetrahedron Lett., 36, 6373–6374 (1995).
- “Radical Cyclization of 2-Alkenylthioanilides: A Novel Synthesis of 2,3-Disubstituted Indoles,” H. Tokuyama, T. Yamashita, M. T. Reding, Y. Kaburagi, and T. Fukuyama, J. Am. Chem. Soc., 121, 3791–3792 (1999).
- Stereocontrolled Total Synthesis of (+)-Vinblastine, S. Yokoshima, T. Ueda, S. Kobayashi, A. Sato, T. Kuboyama, H. Tokuyama, and T. Fukuyama, J. Am. Chem. Soc., 124, 2137–2139 (2002).
- Total Synthesis of (+)-Yatakemycin, K. Okano, H. Tokuyama, and T. Fukuyama, J. Am. Chem. Soc., 128, 7136–7137 (2006).
- A Practical Synthesis of (–)-Oseltamivir, N. Satoh, T. Akiba, S. Yokoshima, and T. Fukuyama, Angew. Chem. Int. Ed., 46, 5734–5736 (2007).
- A Practical Synthesis of (–)-Kainic Acid, S. Takita, S. Yokoshima, and T. Fukuyama, Org. Lett., 13, 2068–2070 (2011).
- Total Synthesis of Ecteinascidin 743, F. Kawagishi, T. Toma, T. Inui, S. Yokoshima, and T. Fukuyama, J. Am. Chem. Soc., 135, 13684–13687 (2013).